# Adelina Drysdale Munro
Adelina Drysdale Munro (Buenos Aires, 19 settembre 1896 – Roma, 14 dicembre 1942) è stata una principessa italiana.
Figlia di Thomas James Drysdale e di Elisabeth Mary Munro. In suo onore suo nonno materno Duncan MacKay Munro tenne a battesimo una stazione ferroviaria della Ferrovia Centrale, che collega Cordova con Buenos Aires e da lui amministrata, dando il nome odierno alla nascente città di Villa Adelina, nel territorio di Santo Isidro, 20 km a nord della città di Buenos Aires.

## Biografia

### Origini

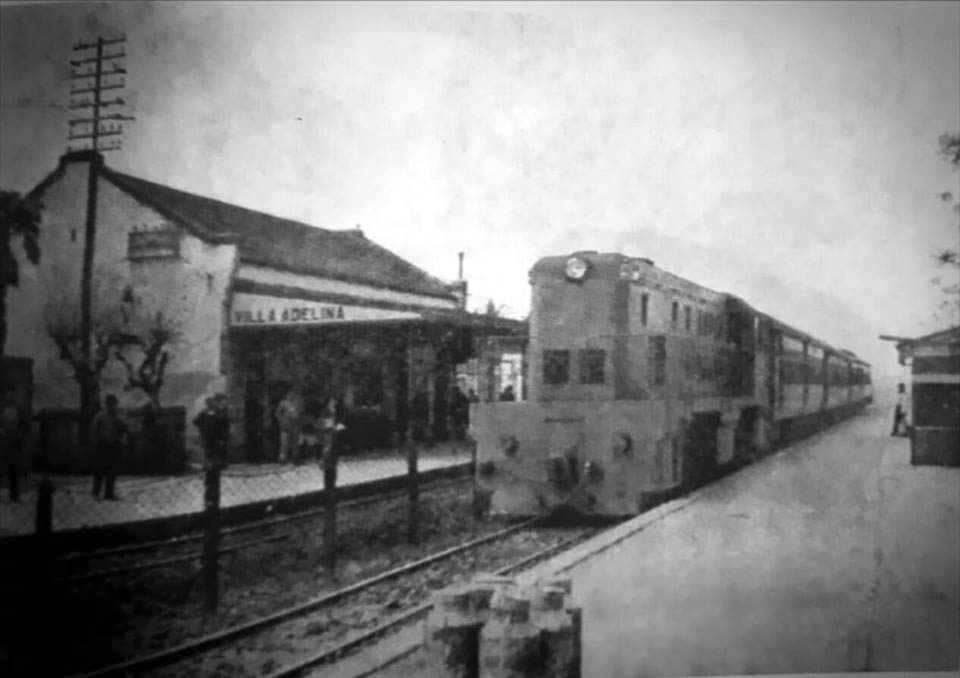
La stazione di Villa Adelina negli anni 50

Adelina Munro Drysdale nacque nella città di Buenos Aires il 16 settembre 1894 da Elisa Munro e Thomas Drysdale, un mercante inglese. Il nonno materno, Duncan Mackay Munro, era un funzionario delle ferrovie nato a Inverness, in Scozia, che in Argentina era diventato amministratore della Ferrovia Centrale Cordova, della Ferrovia Cordova a Rosario e della Ferrovia Nord-est Argentino, nonché dei tram a vapore di Rafaela nella provincia di Santa Fe. Nel 1894 Duncan venne designato viceconsole inglese a Cordova.
Il nonno paterno di Adelina, José Drysdale, nato in Scozia nel 1841, si era stabilito con la famiglia in Argentina prima del 1860 diventando un ricco commerciante, raggiunto poi dal figlio Thomas Drysdale al termine dei suoi studi. José morì a Buenos Aires nel 1888.
Thomas Drysdale, padre di Adelina, morì a Buenos Aires, il 28 marzo del 1897, di febbre tifoidea e sei anni dopo essere rimasta vedova, Elisa Munro si risposò con il conte italiano Francesco Bottaro Costa, ministro plenipotenziario italiano presso l'Ambasciata d'Italia a Buenos Aires (già ambasciatore a Montevideo). La firma dell'atto di matrimonio avvenne il 23 luglio 1903, nella casa di via Florida 25, dove viveva Elisa con i suoi figli. A seguito del matrimonio Elisa ottenne anche il titolo di contessa.
Poco dopo le nozze, la nuova famiglia di Adelina si trasferì in Europa nel novembre 1906 e grazie alle entrature del conte Bottaro Costa all'hotel Ritz di Londra conobbe il principe Mario Colonna, duca di Rigñano e Calcata, di cui la giovane Adelina si innamorò. Convolarono a nozze a Parigi nel 1920 e Adelina divenne duchessa, poi si stabilirono a Roma.

### In Italia

Adelina Drysdale Munro negli anni trenta

A Roma, la diciottenne Adelina, divenne «Dama di Palazzo» dalla Regina d'Italia, e instaurò buoni rapporti con la nobiltà europea grazia anche alla conoscenza della lingua spagnola, francese, inglese e italiana. Sua madre sfruttò molto bene questi rapporti per far sposare Adelina con il principe Mario Colonna, duca di Rignano, figlio di uno dei più facoltosi nobili della regione, Prospero Colonna, senatore, già sindaco di Roma e Maggiore dell'esercito. Le nozze vennero celebrate il 10 settembre del 1917.
Da questo matrimonio nacquero cinque figli:
- Maria Vittoria, nata a Roma il 2 agosto del 1918, moglie di Francesco Mario Theodoli, della famiglia di San Vito.
- Oddone, nato a Roma il 22 ottobre del 1919, duca di Rignano (1938). Sposò María Luisa Bergozzi nel 1944.
- Fabio, nato a Roma il 11 marzo del 1921, sposò Elisabetta Galletti nel 1946.
- Stefano, nato a Roma il 7 settembre del 1924. Sposò Diana Hierschel di Minerbi (figlia di Oscar Hierschel de Minerbi) nel 1967.
- Livia, nata a Roma il 7 agosto del 1932, moglie di Paolo Cenci-Bolognetti, principe di Vicovaro.

Seguendo le orme del marito che era pilota collaudatore, Adelina ottenne il brevetto di pilota civile. Gli stessi figli Oddone e Fabio nella seconda guerra mondiale servirono ella Regia Aeronautica.
Nel 1938, la morte sul fiume Tevere del marito Mario Colonna in un incidente mentre sta collaudando un aereo da combattimento, lascia Adelina prostrata a letto per 15 giorni. 
A seguito di grandi sofferenze, a causa di una malattia che non fu mai correttamente diagnosticata, Adelina morì a Roma, Italia, il 14 dicembre del 1942, all'età di 46 anni .